# Геши (башенный комплекс)
Геши (чечен. Гӏеша) — развалины башенного комплекса, находящиеся по правую сторону от реки Гешихи у подножия горы Бастылам напротив ущелья Бугичу в высокогорном Итум-Калинском районе Чеченской Республики. Датируются XIV веком.

## Описани
Аул Геши примечателен тем, что, по преданиям, именно из него вышел первопредок современных ингушей — ГIа. Вот что пишет об этом учёный кавказовед и этнограф Башир Далгат: «Галгай (Га) вышел из ущелья Геши Аргунского округа и, обосновался в Галгаевском ущелье, основал галгаевское общество» (Далгат Б. К. «Родовой быт и обычное право чеченцев и ингушей». М., 2008).
В настоящее время сохранились лишь развалины этого поселка. Боевая башня взорвана после депортации 1944 года и на её месте теперь лежит большая груда камней. После восстановления Чечено-Ингушской АССР в 1956 году, чеченскому населению было запрещено селиться в данном районе.